# IV. třída skupina B (okresu Kladno)
IV. třída skupina B (okres Kladno) patřila do roku 2017 mezi desáté nejvyšší fotbalové soutěže v Česku. Byla řízena Okresním fotbalovým svazem Kladno. Hrála se každý rok od léta do jara se zimní přestávkou. Byla to jedna ze dvou skupin, které se na úrovni čtvrtých tříd v okresu Kladno hrály. V letech 2004–2017 ji hrálo 9–16 účastníků (převážně ze Slánska a Velvarska), stylem každý s každým jednou na domácím hřišti a jednou na hřišti soupeře. Celkem se tedy hrálo 18 kol, přičemž v případě remízy se kopaly tři série pokutových kopů a jejich vítěz získal bonusový bod. Celkovým vítězem soutěže se stával tým s nejvyšším počtem bodů v tabulce.

## Postupy a sestupy
Nově (od kdy?) se v kladenských okresních soutěžích upltaňovaly v případě postupů a sestupů i baráže.

### Postupující do vyšší soutěže
- Do vyšší soutěže, III. třídy (sk.B), postupoval přímo tým umístěný na prvním místě tabulky.
- Druhý tým v tabulce měl šanci hrát baráž o postup proti předposlednímu týmu III. třídy (sk.B).

### Sestupující do nižší soutěže
IV. třída je nejnižší fotbalová soutěž. Nikdo tedy nesestupoval.

## Historie
V předchozích sezónách existovaly v okrese Kladno 3 skupiny IV. třídy (A, B, C). Od ročníku 2009/2010 došlo k redukci na 2 skupiny a skupina B přijala kluby ze skupin B a C.
Od ročníku 2017/2018 byla zrušena i tato skupina a existuje už jen jedna IV. třída okresu Kladno.
| Sezóna    | Vítěz            | Postup                                            | Klubů |
| --------- | ---------------- | ------------------------------------------------- | ----- |
| 2004/2005 | SK Slavoj Pozdeň | SK Slavoj Pozdeň                                  | 10    |
| 2005/2006 | Sokol Tuřany B   | ve III. skupině měly již Tuřany A tým             | 12    |
| 2006/2007 | Sokol Tuřany B   | ve III. skupině měly již Tuřany A tým             | 10    |
| 2007/2008 | Sokol Klobuky    | Sokol Klobuky                                     | 11    |
| 2008/2009 | Sokol Jedomělice | Sokol Jedomělice                                  | 10    |
| 2009/2010 | Sokol Vraný B    | Sokol Vraný B                                     | 14    |
| 2010/2011 | Slovan Velvary B | Slovan Velvary B, Sokol Uhy, Sokol Blevice        | 16    |
| 2011/2012 | FC Koleč         | FC Koleč                                          | 13    |
| 2012/2013 | Sokol Neuměřice  | Sokol Neuměřice                                   | 13    |
| 2013/2014 | Sokol Smečno     | Sokol Smečno, Sokol Olovnice                      | 10    |
| 2014/2015 | Sokol Tuřany     | Sokol Tuřany, Sokol Knovíz                        | 11    |
| 2015/2016 | SK Zlonice B     | SK Zlonice B, SK Slatina                          | 10    |
| 2016/2017 | SK Stehelčeves   | SK Stehelčeves, Viktorie Černuc B, Sokol Olovnice | 9     |